# Phanerotoma melanocephala
Phanerotoma melanocephala är en stekelart som beskrevs av David Timmins Fullaway 1913. 
Phanerotoma melanocephala ingår i släktet Phanerotoma och familjen bracksteklar. Inga underarter finns listade i Catalogue of Life.